# Distretto elettorale di John Pandeni
Il distretto elettorale di John Pandeni, già conosciuto come Soweto è un distretto elettorale della Namibia situato nella Regione di Khomas con 15.121 abitanti al censimento del 2011.
Il suo territorio comprende parte di Kututura, sobborgo della capitale Windhoek.